# Akasaka

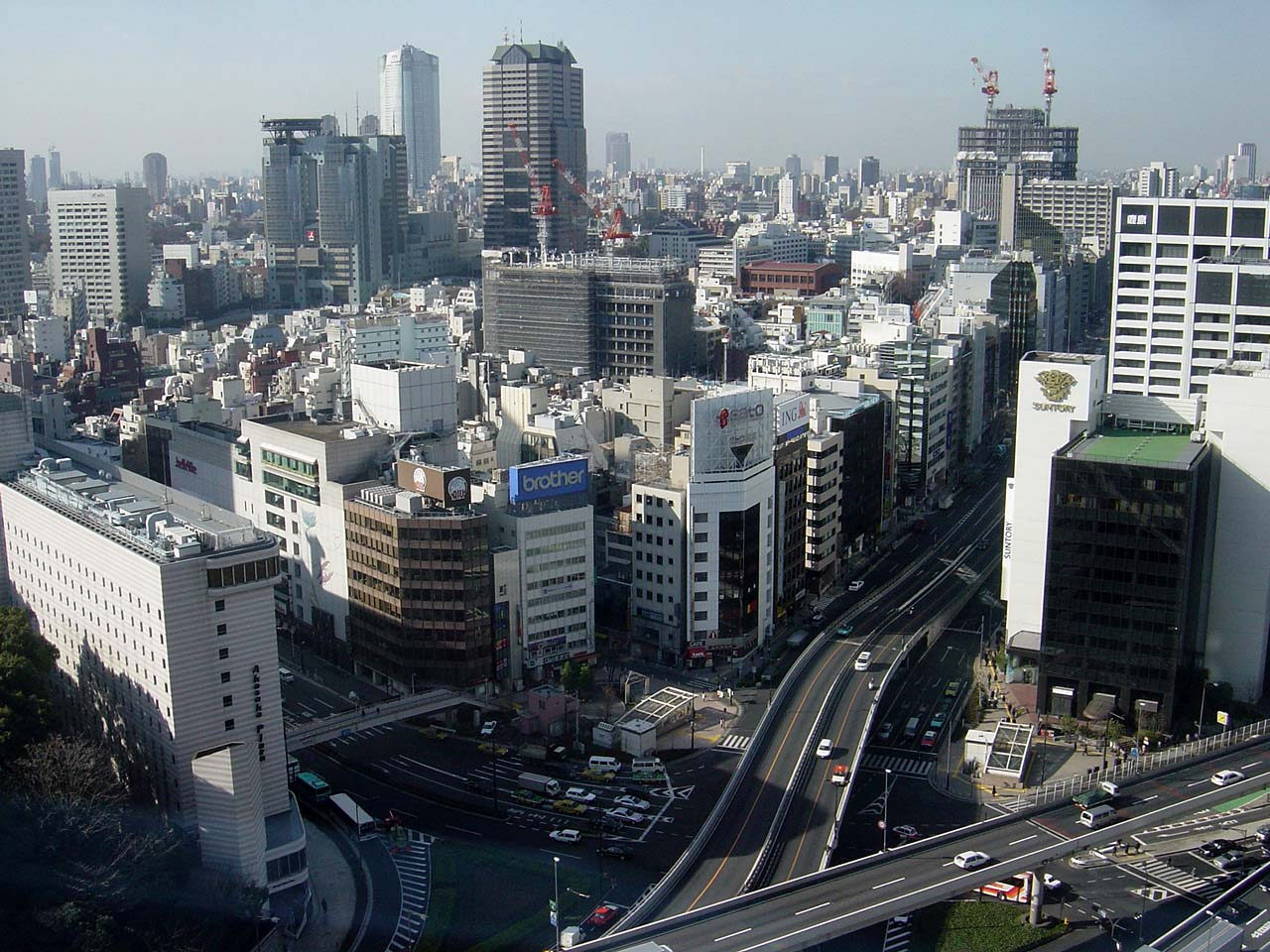
Akasaka con la estación de Akasaka-mitsuke bajo la intersección en primer plano.

Akasaka (赤坂?  literalmente «colina roja») es un barrio residencial y comercial de Minato, Tokio, Japón. Se encuentra al oeste del barrio y centro gubernamental de Nagatachō y al norte de Roppongi, barrio famoso por su vida nocturna; resulta por tanto ser un compromiso entre los dos, siendo más animado que Nagatachō, pero más elegante que Roppongi. Entre sus calles se pueden encontrar tanto restaurantes como complejos de edificios, como por ejemplo Akasaka Sacas, en el interior del cual se encuentra la sede del canal de televisión japonés TBS.

## Historia
El topónimo Akasaka (赤坂?  literalmente «colina roja») procede de una alteración del término akanesaka (茜坂?), que significa «colina de la rubia», ya que las raíces de esta planta, que crecía exuberante en la zona, se utilizaban para producir colorante rojo. Los primeros testimonios de Akasaka datan del siglo XVII, cuando el shogunato Tokugawa estableció la sede del Palacio Imperial en el Castillo Edo, situado al noreste de Akasaka.
La zona que rodea el Castillo Edo se llama Akasaka-mitsuke (赤坂見附?), que significa «puesto de guardia de Asakasa» ya que estaba puesta como protección de la zona suroeste del castillo. Asakasa está situado sobre veinticinco colinas y Akasaka-mitsuke resulta ser el punto más bajo, donde en la época se alojaban guerreros, servidores y empleados; los señores más ricos vivían en el punto más alto, situado al sur.
El río que recorría la zona fue canalizado en el foso que rodea del castillo, al mismo tiempo que una parte del agua se utilizó para la formación de un lago artificial que serviría como abastecimiento de agua de la zona de Tameike-Sannō (溜池山王?  tameike significa precisamente «estanque»). Esto permitió que la zona prosperara y en la era Meiji se convirtió en un barrio popular del placer.
Entre 1878 y 1947 Akasaka fue uno de los barrios originales de la ciudad de Tokio, pero, con la reforma que fusionó la jurisdicción de la ciudad de Tokio con la de su prefectura en un único ente metropolitano, Akasaka se unió a los barrios de Azabu y Shiba pasando a formar el barrio especial de Minato.
Durante la Segunda Guerra Mundial Akasaka y la zona vecina de Aoyama fueron arrasadas por los ataques aéreos aliados. Tras la guerra, desde mediados de los años cincuenta, se crearon en la zona numerosos grandes hoteles, se trasladó al barrio la sede de la TBS, y se convirtió en un punto de encuentro popular de la vida nocturna de la ciudad al menos hasta los años ochenta. Sin embargo, algunas partes del barrio se consideran todavía un bastión del Sumiyoshi-kai (住吉会?), uno de los grupos más influyentes de la yakuza japonesa.

## Monumentos y lugares de interés
Akasaka ha mantenido algunas características del pasado: la parte baja del barrio se centra en el entretenimiento, mientras que la parte alta es más elegante. Las calles más frecuentadas se encuentran en Akasaka-mitsuke, que contiene numerosos restaurantes, pubs, cafeterías y bares. La parte alta es una zona de colinas sapicada de miradores desde los cuales se puede disfrutar de las vistas de Tokio. Cerca del Akasaka Excel Hotel Tokyu hay una zona dedicada al comercio. Esta misma zona también es conocida por sus numerosos restaurantes.
La zona limítrofe Moto-Akasaka (元赤坂?), cerca de Akasaka-mitsuke, contiene el templo Toyokawa-Inari, templo budista dedicado a la figura del kami sintoísta Inari, ejemplo de sincretismo religioso entre las dos mayores religiones practicadas en Japón. Este es una sede separada del templo homónimo más conocido situado en la prefectura de Aichi. Junto a la estación de Nogizaka se sitúa, por su parte, el santuario Nogi. Al norte se extiende Akasaka-goyōchi (赤坂御用地?  «zona imperial»), una amplia zona boscosa en el interior de la cual se encuentra el Palacio de Akasaka (迎賓館 Geihinkan?), edificio gubernamental no abierto al público usado principalmente para recibir a dignatarios extranjeros; y el Palacio Tōgū (東宮御所 Tōgū-gosho?), residencia del príncipe de la corona Naruhito.
A partir de los años ochenta, algunas zonas de Akasaka han sido objeto de un creciente desarrollo urbano contemporáneo dentro del cual destaca la construcción en 2008 del complejo multifuncional Akasaka Sacas, cuyo punto central es la sede de la cadena de televisión TBS. En el límite con Roppongi se encuentra además Tokyo Midtown, el complejo de edificios más grande de Tokio. Sin embargo, la primera zona con estas características, Ark Hills, se construyó en 1986. Una de las atracciones más famosas de este complejo es el Suntory Hall, sala de conciertos de propiedad de la empresa de producción y distribución de bebidas alcohólicas Suntory.
Además, Akasaka contiene nueve embajadas extranjeras: Estados Unidos, Baréin, Camboya, Canadá, Estados Federados de Micronesia, Líbano, Lesoto, Siria y Togo.

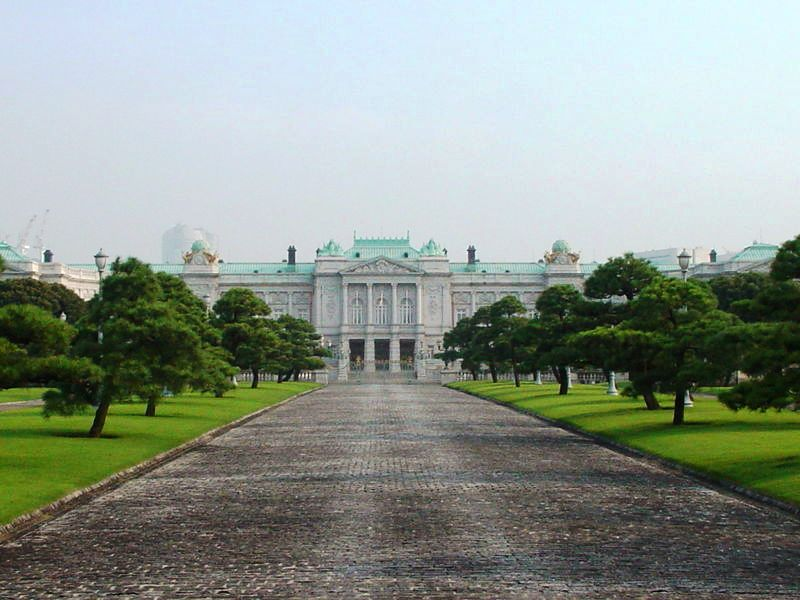
El Palacio de Akasaka.
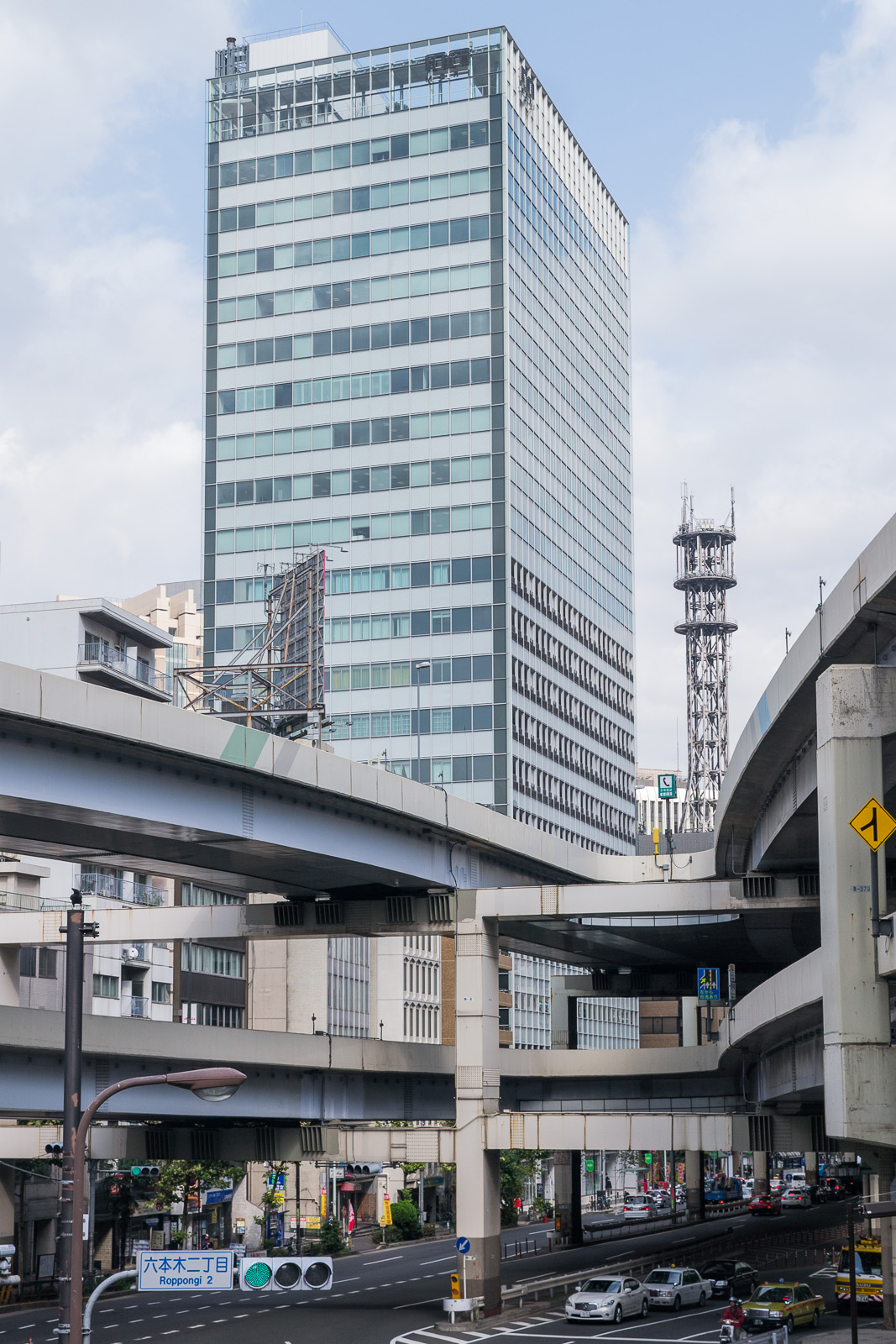
Ark Hills.
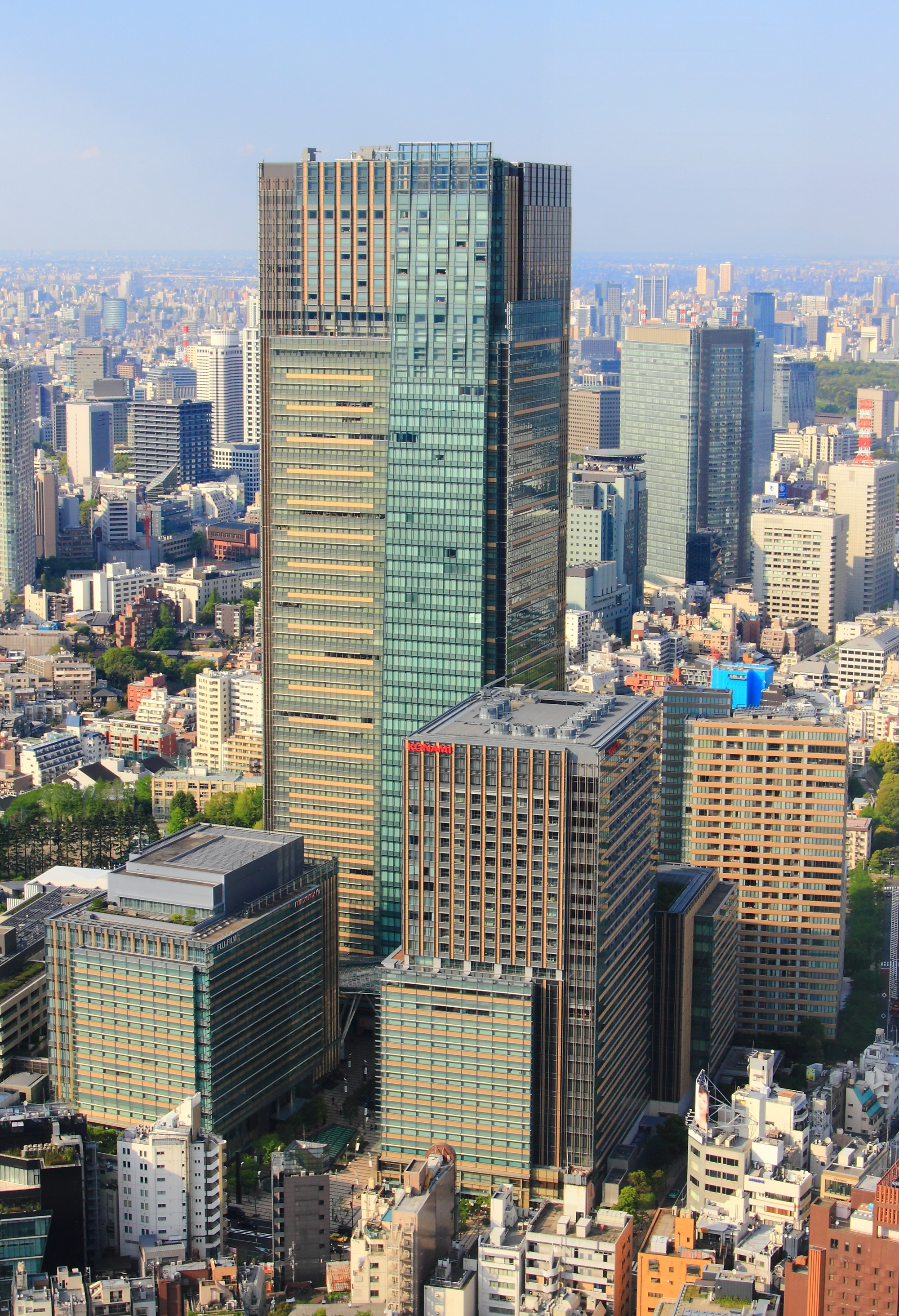
Tokyo Midtown.
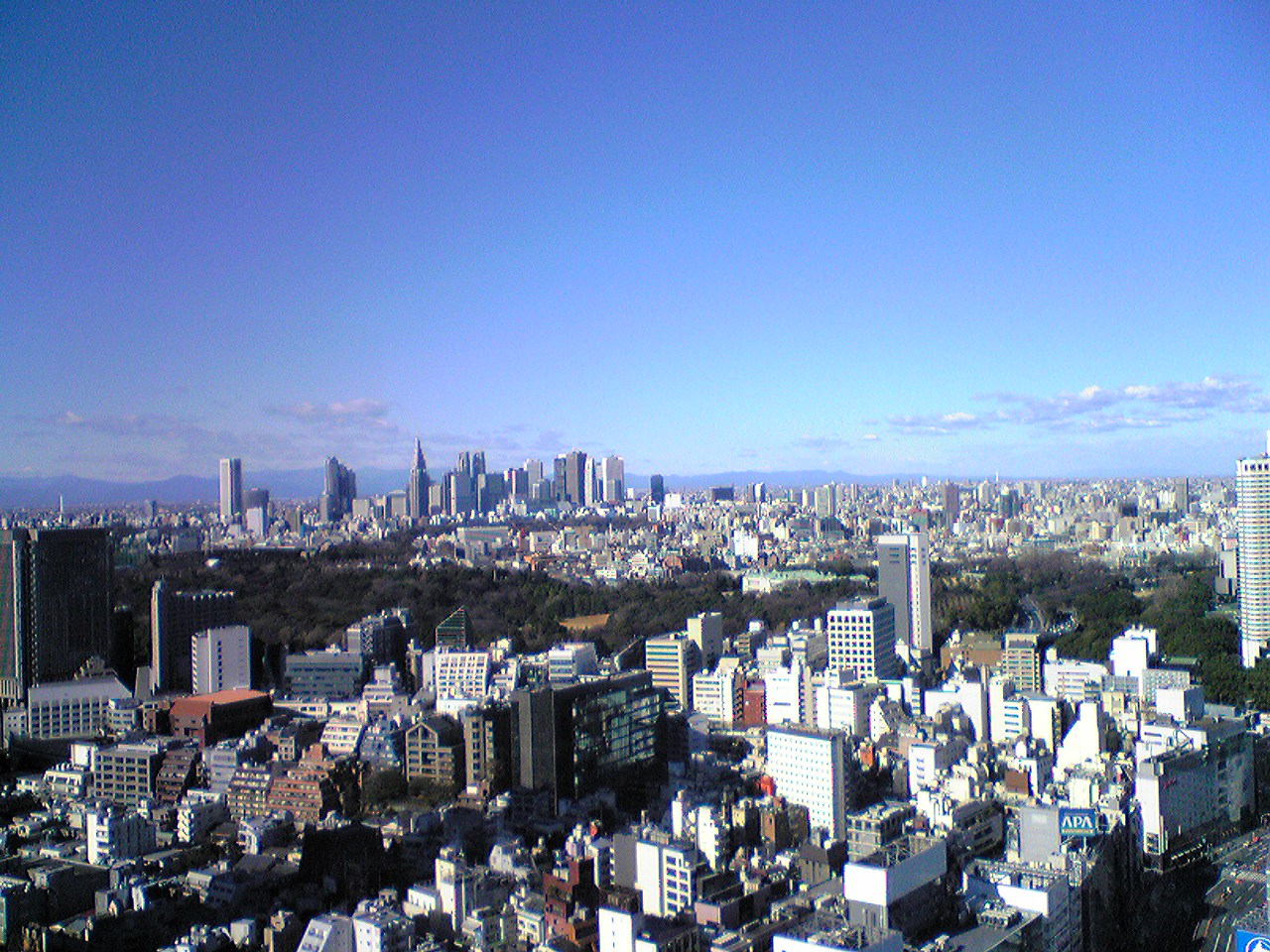
Akasaka-goyōchi.
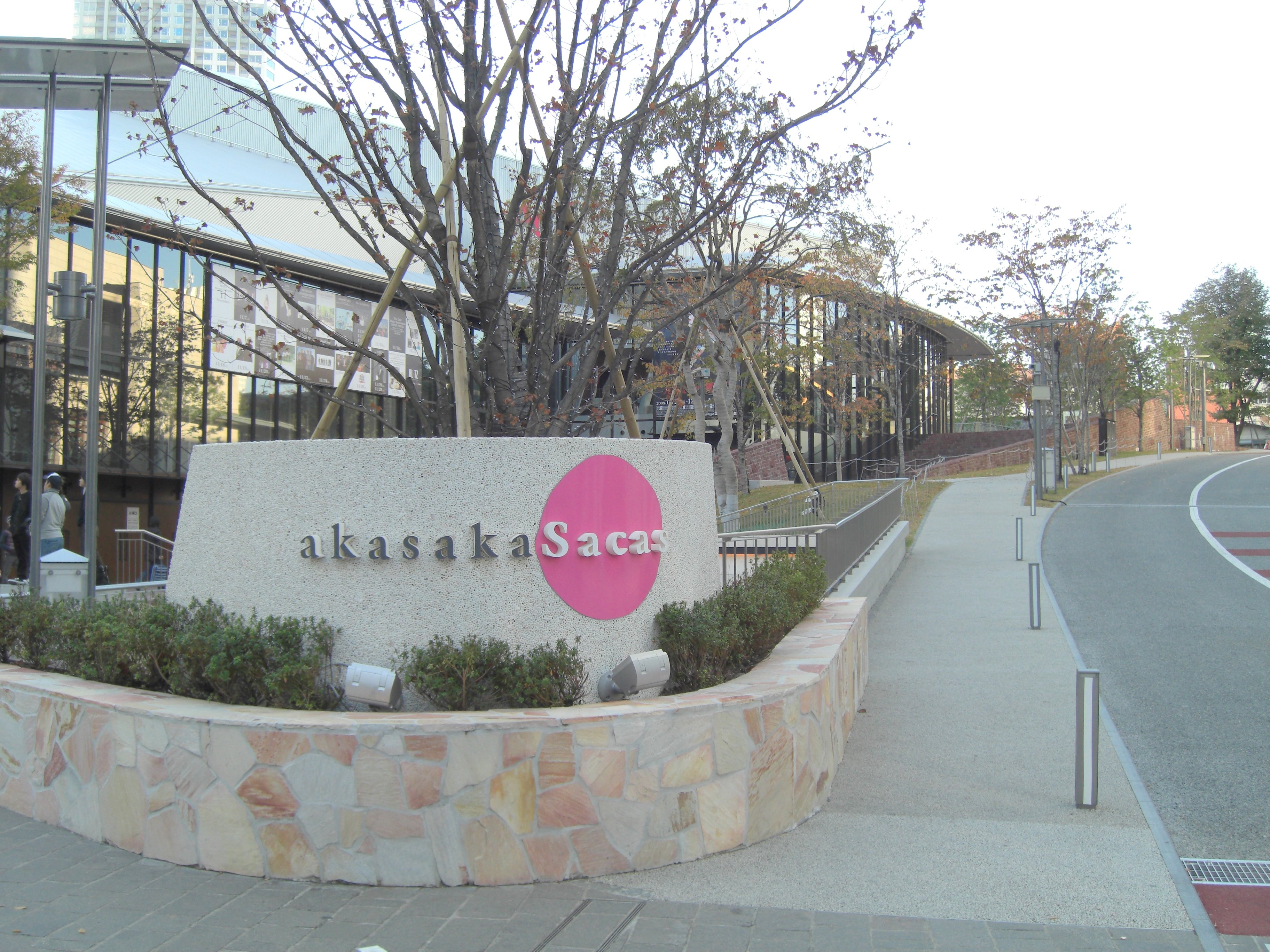
Akasaka Sacas.
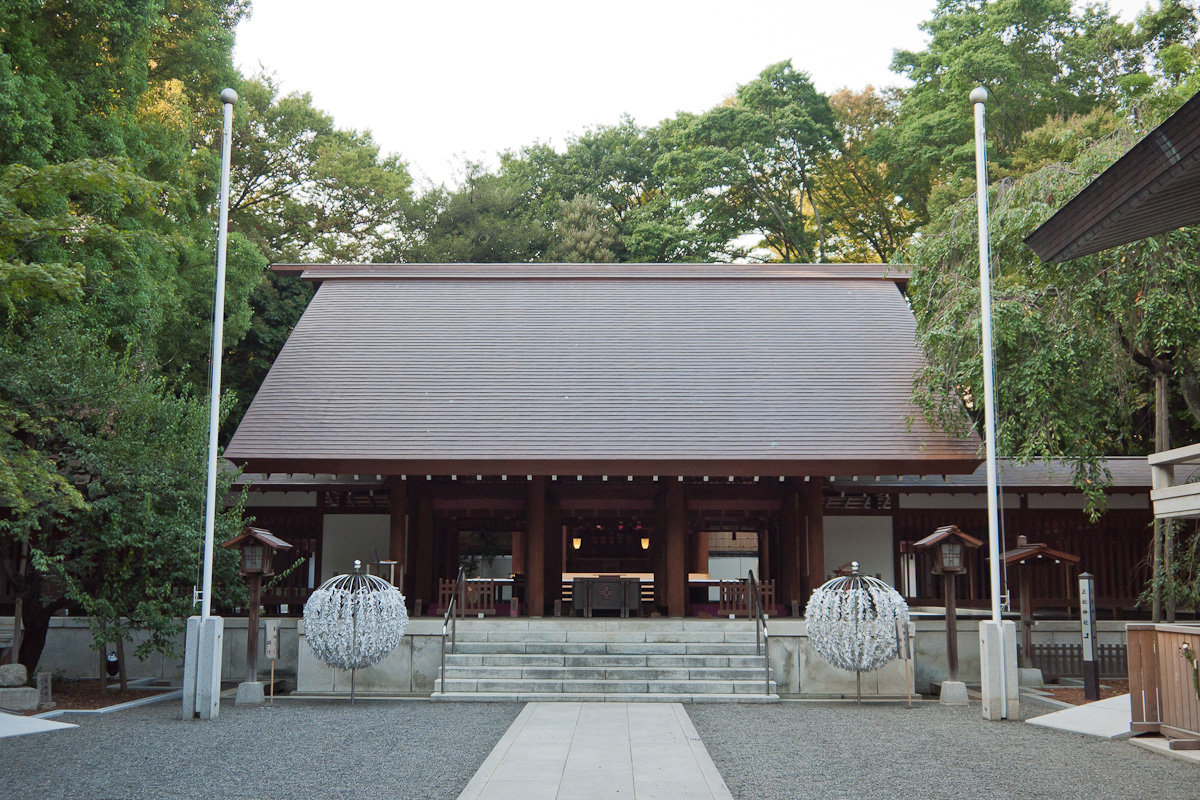
Santuario Nogi.

## Economía

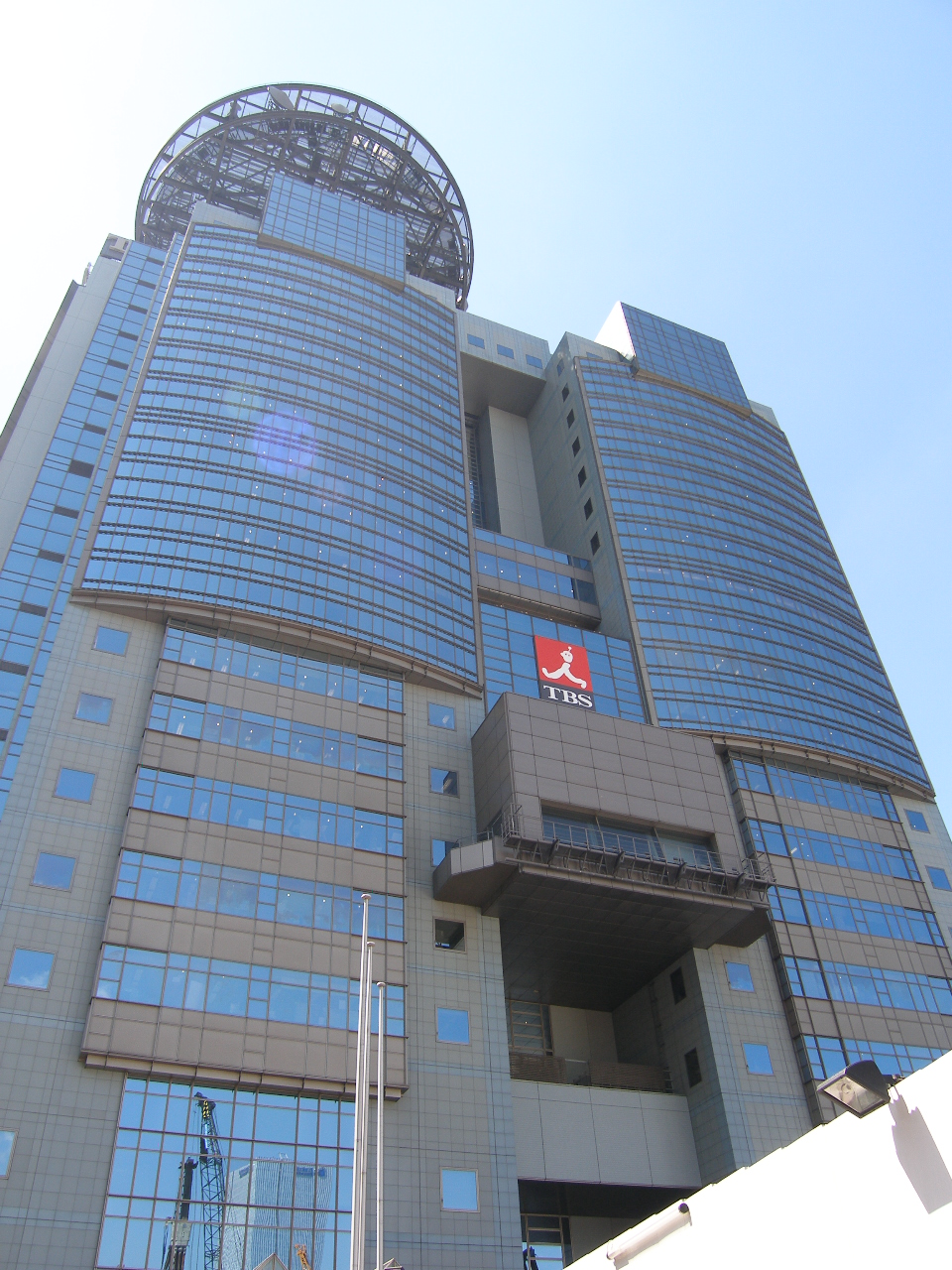
Sede de la TBS en Akaska.

Akasaka es sede de varias casas discográficas (DefSTAR Records, Epic Records Japan, Ki/oon Records, Universal Music Japan, Geneon Entertainment), agencias de talento (Johnny & Associates, Sigma Seven) y de otras muchas empresas (Fujifilm, Tohokushinsha Film, SCE Japan Studio, Komatsu, WOWOW, JETRO) además de la cadena de televisión TBS.

## Servicios

### Estaciones del metro

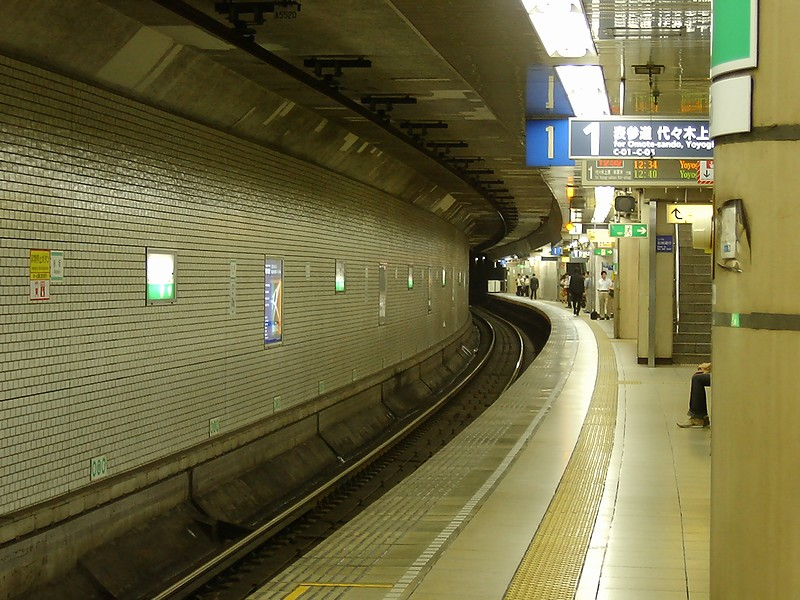
Un andén de la estación de Akasaka.

- Estación de Akasaka (Línea Chiyoda)
- Estación de Akasaka-mitsuke (Línea Ginza, Línea Marunouchi)
- Estación de Nagatachō (Línea Hanzōmon)
- Estación de Aoyama-itchōme (Línea Hanzōmon, Línea Ginza, Línea Toei Ōedo)
- Estación de Nogizaka (Línea Chiyoda)
- Estación de Tameike-Sannō (Línea Ginza, Línea Nanboku)